# Coupe du monde de cyclo-cross 2018-2019
Navigation
2017-2018 2019-2020
La Coupe du monde de cyclo-cross 2018-2019 est la 26e édition de la coupe du monde de cyclo-cross qui a lieu du 23 septembre 2018 à Waterloo au 27 janvier 2019 à Hoogerheide. Elle comprend neuf manches pour les hommes et femmes élites et sept manches pour les catégories juniors et espoirs hommes, dont deux organisées aux États-Unis. C'est la quatrième année consécutive que la Coupe du monde s'exile en dehors de l'Europe. Toutes les épreuves font partie du calendrier de la saison de cyclo-cross masculine et féminine 2018-2019.
Par rapport à la saison précédente, les épreuves de Bogense, Nommay et Zeven sont remplacées par Berne, Tábor et Pontchâteau.

## Barème
Le barème suivant est appliqué lors de chaque manche :
| Place  | 1  | 2  | 3  | 4  | 5  | 6  | 7  | 8  | 9  | 10 |
| Points | 80 | 70 | 65 | 60 | 55 | 50 | 48 | 46 | 44 | 42 |

Les coureurs classés de la 11e à la 50e place reçoivent également des points, de 40 pour le 11e à 1 pour le 50e.
Dans les catégories espoirs et juniors, seuls les 30 premiers obtiennent des points suivant le barème :
| Place  | 1  | 2  | 3  | 4  | 5  | 6  | 7  | 8  | 9  | 10 |
| Points | 60 | 50 | 45 | 40 | 35 | 30 | 28 | 26 | 24 | 22 |

Les coureurs classés de la 11e à la 30e place reçoivent également des points, de 20 pour le 11e à 1 pour le 30e. Seuls les 4 meilleurs résultats sont comptabilisés.

## Calendrier
| # | Date         | Course                                |
| - | ------------ | ------------------------------------- |
| 1 | 23 septembre | Waterloo (Trek CXC Cup)               |
| 2 | 29 septembre | Iowa City (Jingle Cross)              |
| 3 | 21 octobre   | Berne                                 |
| 4 | 17 novembre  | Tábor (Cyclo-cross de Tábor)          |
| 5 | 25 novembre  | Coxyde (Duinencross)                  |
| 6 | 23 décembre  | Namur (Cyclo-cross de la Citadelle)   |
| 7 | 26 décembre  | Heusden-Zolder (GP Eric De Vlaeminck) |
| 8 | 20 janvier   | Pontchâteau                           |
| 9 | 27 janvier   | Hoogerheide (GP Adrie van der Poel)   |

## Hommes élites

### Résultats
| # | Date         | Lieu                                  | Vainqueur            | Deuxième               | Troisième              | Leader du classement général |
| - | ------------ | ------------------------------------- | -------------------- | ---------------------- | ---------------------- | ---------------------------- |
| 1 | 23 septembre | Waterloo (Trek CXC Cup)               | Toon Aerts           | Wout van Aert          | Laurens Sweeck         | Toon Aerts                   |
| 2 | 29 septembre | Iowa City (Jingle Cross)              | Toon Aerts           | Wout van Aert          | Michael Vanthourenhout | Toon Aerts                   |
| 3 | 21 octobre   | Berne                                 | Mathieu van der Poel | Wout van Aert          | Toon Aerts             | Toon Aerts                   |
| 4 | 17 novembre  | Tábor (Cyclo-cross de Tábor)          | Mathieu van der Poel | Michael Vanthourenhout | Lars van der Haar      | Toon Aerts                   |
| 5 | 25 novembre  | Coxyde (Duinencross)                  | Mathieu van der Poel | Wout van Aert          | Toon Aerts             | Toon Aerts                   |
| 6 | 23 décembre  | Namur (Cyclo-cross de la Citadelle)   | Mathieu van der Poel | Wout van Aert          | Toon Aerts             | Toon Aerts                   |
| 7 | 26 décembre  | Heusden-Zolder (GP Eric De Vlaeminck) | Mathieu van der Poel | Wout van Aert          | Joris Nieuwenhuis      | Toon Aerts                   |
| 8 | 20 janvier   | Pontchâteau                           | Wout van Aert        | Toon Aerts             | Michael Vanthourenhout | Wout van Aert                |
| 9 | 27 janvier   | Hoogerheide (GP Adrie van der Poel)   | Mathieu van der Poel | Toon Aerts             | Wout van Aert          | Toon Aerts                   |

### Classement général[1]
| Pos. | Coureur                | Équipe                         | WAT | IOW | BER | TAB | COX | NAM | HEU | PON | HOO | Points |
| ---- | ---------------------- | ------------------------------ | --- | --- | --- | --- | --- | --- | --- | --- | --- | ------ |
| 1    | Toon Aerts             | Telenet-Fidea Lions            | 1   | 1   | 3   | 4   | 3   | 3   | 4   | 2   | 2   | 615    |
| 2    | Wout van Aert          | Cibel-Cebon Offroad            | 2   | 2   | 2   | 7   | 2   | 2   | 2   | 1   | 3   | 613    |
| 3    | Mathieu van der Poel   | Corendon-Circus                | -   | -   | 1   | 1   | 1   | 1   | 1   | -   | 1   | 480    |
| 4    | Corné van Kessel       | Telenet-Fidea Lions            | 6   | 5   | 7   | 12  | 5   | 6   | 9   | 9   | 4   | 445    |
| 5    | Quinten Hermans        | Telenet-Fidea Lions            | 4   | 4   | 5   | 5   | 17  | 13  | 6   | 13  | 7   | 438    |
| 6    | Lars van der Haar      | Telenet-Fidea Lions            | 18  | 11  | 9   | 3   | 4   | 10  | 8   | 4   | 8   | 436    |
| 7    | Laurens Sweeck         | Pauwels Sauzen-Vastgoedservice | 3   | 9   | 18  | 9   | 6   | 8   | 5   | 6   | 13  | 425    |
| 8    | Michael Vanthourenhout | Marlux-Bingoal                 | DNF | 3   | 4   | 2   | 8   | 5   | 13  | 3   | -   | 399    |
| 9    | Daan Soete             | Pauwels Sauzen-Vastgoedservice | 5   | 10  | 6   | 10  | 7   | 14  | 10  | 17  | 25  | 376    |
| 10   | Kevin Pauwels          | Marlux-Bingoal                 | 12  | 7   | 16  | 6   | 10  | 12  | 15  | 8   | 19  | 367    |

## Femmes

### Résultats
| # | Date         | Lieu                                  | Vainqueur      | Deuxième          | Troisième           | Leader du classement général |
| - | ------------ | ------------------------------------- | -------------- | ----------------- | ------------------- | ---------------------------- |
| 1 | 23 septembre | Waterloo (Trek CXC Cup)               | Marianne Vos   | Ellen Noble       | Kateřina Nash       | Marianne Vos                 |
| 2 | 29 septembre | Iowa City (Jingle Cross)              | Kaitlin Keough | Evie Richards     | Marianne Vos        | Marianne Vos                 |
| 3 | 21 octobre   | Berne                                 | Marianne Vos   | Annemarie Worst   | Katherine Compton   | Marianne Vos                 |
| 4 | 17 novembre  | Tábor (Cyclo-cross de Tábor)          | Lucinda Brand  | Annemarie Worst   | Alice Maria Arzuffi | Marianne Vos                 |
| 5 | 25 novembre  | Coxyde (Duinencross)                  | Denise Betsema | Nikki Brammeier   | Annemarie Worst     | Marianne Vos                 |
| 6 | 23 décembre  | Namur (Cyclo-cross de la Citadelle)   | Lucinda Brand  | Marianne Vos      | Annemarie Worst     | Marianne Vos                 |
| 7 | 26 décembre  | Heusden-Zolder (GP Eric De Vlaeminck) | Marianne Vos   | Lucinda Brand     | Sanne Cant          | Marianne Vos                 |
| 8 | 20 janvier   | Pontchâteau                           | Marianne Vos   | Denise Betsema    | Maud Kaptheijns     | Marianne Vos                 |
| 9 | 27 janvier   | Hoogerheide (GP Adrie van der Poel)   | Lucinda Brand  | Katherine Compton | Marianne Vos        | Marianne Vos                 |

### Classement général[2]
| Pos. | Coureuse                   | Équipe                         | WAT | IOW | BER | TAB | COX | NAM | HEU | PON | HOO | Points |
| ---- | -------------------------- | ------------------------------ | --- | --- | --- | --- | --- | --- | --- | --- | --- | ------ |
| 1    | Marianne Vos               | Waowdeals                      | 1   | 3   | 1   | -   | 12  | 2   | 1   | 1   | 3   | 559    |
| 2    | Sanne Cant                 | Corendon-Circus                | 10  | 5   | 4   | 6   | 7   | 13  | 3   | -   | 4   | 418    |
| 3    | Annemarie Worst            | Steylaerts-777                 | -   | -   | 2   | 2   | 3   | 3   | 9   | 7   | 13  | 400    |
| 4    | Kaitlin Keough             | Cannondale-Cyclocrossworld.com | 19  | 1   | 10  | 21  | 21  | 8   | 17  | 11  | 6   | 384    |
| 5    | Denise Betsema             | Marlux-Bingoal                 | -   | -   | 13  | 5   | 1   | 7   | 12  | 2   | 7   | 378    |
| 6    | Loes Sels                  | Pauwels Sauzen-Vastgoedservice | 5   | 10  | 17  | 25  | 11  | 10  | 6   | 19  | 8   | 367    |
| 7    | Ceylin del Carmen Alvarado | Corendon-Circus                | -   | -   | 5   | 7   | 4   | 9   | 4   | 4   | 21  | 357    |
| 8    | Katherine Compton          | Steylaerts-777                 | DNF | 15  | 3   | 11  | 13  | 31  | 13  | 10  | 2   | 349    |
| 9    | Eva Lechner                | Creafin-Tüv Süd                | 16  | 6   | 9   | 19  | 27  | 6   | 10  | 15  | 16  | 348    |
| 10   | Ellen Van Loy              | Telenet-Fidea Lions            | 6   | 11  | 7   | 4   | 8   | -   | 29  | 5   | 25  | 347    |

## Hommes espoirs

### Résultats
| # | Date        | Lieu                                  | Vainqueur      | Deuxième             | Troisième       | Leader du classement général |
| - | ----------- | ------------------------------------- | -------------- | -------------------- | --------------- | ---------------------------- |
| 1 | 21 octobre  | Berne                                 | Eli Iserbyt    | Eddy Finé            | Antoine Benoist | Eli Iserbyt                  |
| 2 | 17 novembre | Tábor (Cyclo-cross de Tábor)          | Thomas Pidcock | Jakob Dorigoni       | Antoine Benoist | Thomas Pidcock               |
| 3 | 25 novembre | Coxyde (Duinencross)                  | Thomas Pidcock | Antoine Benoist      | Jens Dekker     | Thomas Pidcock               |
| 4 | 23 décembre | Namur (Cyclo-cross de la Citadelle)   | Thomas Pidcock | Eli Iserbyt          | Jakob Dorigoni  | Thomas Pidcock               |
| 5 | 26 décembre | Heusden-Zolder (GP Eric De Vlaeminck) | Eli Iserbyt    | Maik van der Heijden | Timo Kielich    | Thomas Pidcock               |
| 6 | 20 janvier  | Pontchâteau                           | Thomas Pidcock | Antoine Benoist      | Jakob Dorigoni  | Thomas Pidcock               |
| 7 | 27 janvier  | Hoogerheide (GP Adrie van der Poel)   | Eli Iserbyt    | Antoine Benoist      | Ben Turner      | Thomas Pidcock               |

### Classement général[3]
| Pos. | Coureur              | BER  | TAB   | COX   | NAM  | HEU  | PON | HOO  | Points |
| ---- | -------------------- | ---- | ----- | ----- | ---- | ---- | --- | ---- | ------ |
| 1    | Thomas Pidcock       | (4)  | 1     | 1     | 1    | -    | 1   | -    | 240    |
| 2    | Eli Iserbyt          | 1    | (DNS) | (6)   | 3    | 1    | (5) | 1    | 225    |
| 3    | Antoine Benoist      | 3    | (3)   | 2     | (4)  | -    | 2   | 2    | 195    |
| 4    | Jakob Dorigoni       | (12) | 2     | (15)  | 2    | (6)  | 3   | 4    | 185    |
| 5    | Eddy Finé            | 2    | 10    | (12)  | 5    | (20) | 8   | (17) | 133    |
| 6    | Niels Vandeputte     | 8    | 4     | 7     | (34) | (14) | -   | 5    | 129    |
| 7    | Maik van der Heijden | 5    | 14    | (DSQ) | (24) | 2    | 10  | (22) | 124    |
| 8    | Ben Turner           | -    | -     | 4     | 9    | 27   | -   | 3    | 113    |
| 9    | Lander Loockx        | 7    | 7     | (DNF) | (14) | (10) | 9   | 8    | 106    |
| 10   | Loris Rouiller       | (22) | 11    | (22)  | 7    | 8    | -   | 6    | 104    |

NB : Seuls les 4 meilleurs résultats de chaque coureur sont pris en compte pour calculer le classement final de la Coupe du monde (ci-dessus, figurent entre parenthèses les résultats qui ne sont donc pas conservés).

## Femmes espoirs
Bien que participant aux mêmes courses que la catégorie Elite, les espoirs féminines possèdent leur propre classement général.

### Classement général[4]
| Pos.    | Coureuse                   | Équipe              | WAT | IOW | BER | TAB | COX | NAM | HEU | PON | HOO | Points |
| ------- | -------------------------- | ------------------- | --- | --- | --- | --- | --- | --- | --- | --- | --- | ------ |
| 1 (7)   | Ceylin del Carmen Alvarado | Corendon-Circus     | -   | -   | 5   | 7   | 4   | 9   | 4   | 4   | 21  | 357    |
| 2 (13)  | Fleur Nagengast            | Telenet-Fidea Lions | 11  | 17  | 26  | 14  | 10  | 16  | 15  | 8   | 23  | 323    |
| 3 (15)  | Inge van der Heijden       | CCC-Liv             | 9   | 20  | 27  | 17  | 17  | 27  | 8   | 9   | 31  | 301    |
| 4 (22)  | Manon Bakker               |                     | 23  | 30  | 16  | 29  | 33  | 30  | 24  | 20  | 35  | 219    |
| 5 (23)  | Evie Richards              | Trek Factory        | 4   | 2   | -   | 15  | 9   | DNS | DNS | -   | -   | 210    |
| 6 (27)  | Clara Honsinger            |                     | 14  | 19  | -   | 28  | 32  | -   | -   | 23  | 19  | 171    |
| 7 (28)  | Marion Norbert-Riberolle   |                     | -   | -   | 30  | 30  | 37  | 19  | 18  | 30  | 28  | 165    |
| 8 (36)  | Jana Czeczinkarová         |                     | -   | -   | 34  | 16  | -   | 28  | 14  | DNS | 50  | 113    |
| 9 (37)  | Marthe Truyen              | Telenet-Fidea Lions | -   | -   | 32  | 35  | 30  | -   | 35  | 22  | 40  | 112    |
| 10 (40) | Nicole Koller              | Moebel Maerki       | -   | -   | 22  | -   | -   | 22  | 20  | -   | -   | 89     |

## Hommes juniors

### Résultats
| # | Date        | Lieu                                  | Vainqueur      | Deuxième            | Troisième           | Leader du classement général |
| - | ----------- | ------------------------------------- | -------------- | ------------------- | ------------------- | ---------------------------- |
| 1 | 21 octobre  | Berne                                 | Witse Meeussen | Luke Verburg        | Tomas Jezek         | Witse Meeussen               |
| 2 | 17 novembre | Tábor (Cyclo-cross de Tábor)          | Witse Meeussen | Thibau Nys          | Tom Lindner         | Witse Meeussen               |
| 3 | 25 novembre | Coxyde (Duinencross)                  | Pim Ronhaar    | Witse Meeussen      | Tom Lindner         | Witse Meeussen               |
| 4 | 23 décembre | Namur (Cyclo-cross de la Citadelle)   | Ryan Cortjens  | Ben Tulett          | Witse Meeussen      | Witse Meeussen               |
| 5 | 26 décembre | Heusden-Zolder (GP Eric De Vlaeminck) | Ryan Cortjens  | Luke Verburg        | Lewis Askey         | Witse Meeussen               |
| 6 | 20 janvier  | Pontchâteau                           | Thibau Nys     | Witse Meeussen      | Carlos Canal Blanco | Witse Meeussen               |
| 7 | 27 janvier  | Hoogerheide (GP Adrie van der Poel)   | Witse Meeussen | Carlos Canal Blanco | Lennert Belmans     | Witse Meeussen               |

### Classement général[6]
| Pos. | Coureur         | BER  | TAB  | COX  | NAM  | HEU | PON  | HOO   | Points |
| ---- | --------------- | ---- | ---- | ---- | ---- | --- | ---- | ----- | ------ |
| 1    | Witse Meeussen  | 1    | 1    | 2    | (3)  | (7) | (2)  | 1     | 230    |
| 2    | Ryan Cortjens   | (25) | (26) | 10   | 1    | 1   | (29) | 4     | 182    |
| 3    | Thibau Nys      | (18) | 2    | 7    | (17) | 4   | 1    | (DNF) | 178    |
| 4    | Luke Verburg    | 2    | (21) | (20) | 7    | 2   | 5    | (12)  | 163    |
| 5    | Tom Lindner     | (39) | 3    | 3    | (36) | 9   | -    | 5     | 149    |
| 6    | Pim Ronhaar     | 5    | 10   | 1    | -    | -   | -    | 7     | 145    |
| 7    | Jan Zatloukal   | (23) | 7    | -    | 5    | 6   | -    | 8     | 119    |
| 8    | Wout Vervoort   | (16) | 10   | 6    | 6    | 10  | -    | -     | 104    |
| 9    | Jakub Ťoupalík  | 11   | 4    | 8    | (18) | 16  | (25) | -     | 101    |
| 10   | Lennert Belmans | -    | -    | 17   | (24) | 18  | 7    | 3     | 100    |

NB : Seuls les 4 meilleurs résultats de chaque coureur sont pris en compte pour calculer le classement final de la Coupe du monde (ci-dessus, figurent entre parenthèses les résultats qui ne sont donc pas conservés).